# تلیره
تلیره (به لاتین: Téliré) یک منطقهٔ مسکونی در گینه است که در Labé Region واقع شده‌است.